# Produs cracovian
În calculele astronomice și geodezice produsul cracovian este o metodă comodă pentru rezolvarea manuală a sistemelor de ecuații liniare, metodă introdusă în anii 1930 de Tadeusz Banachiewicz. Astfel de sisteme pot fi scrise în notația matricială ca Ax = b unde  x și b sunt vectori coloană, iar calculul lui b necesită înmulțirea liniilor lui A cu vectorul x.
Matematicienii din Cracovia au introdus ideea de a folosi în loc de A transpusa lui A, AT, și de a înmulți coloanele lui AT  cu coloana x. Aceasta înseamnă definirea unui nou tip de înmulțire a matricilor, notat aici cu „∧”. Astfel x ∧ AT = b = Ax. Produsul cracovian a două matrici, A și B, este definit de A ∧ B = B TA, unde BT și A sunt considerate compatibile pentru operația standard de înmulțire a matricilor (de tip  Cayley).
Deoarece (AB)T = BTAT, produsele (A ∧ B) ∧ C și A ∧ (B ∧ C) în general vor fi diferite; astfel că înmulțirea cracoviană nu este asociativă. Produsele cracoviene sunt un exemplu de cvasigrup⁠(d).
Cei din Cracovia au adoptat o convenție în care ordinea indicilor notației indexate a elementelor erau în ordinea coloană-linie, spre deosebire de convenția standard linie-coloană din analiza matricială. Acest lucru a făcut înmulțirea manuală mai ușoară, deoarece trebuia să se urmărească două coloane paralele (în loc de o coloană verticală și o linie orizontală în notația standard). De asemenea, a accelerat calculele computerizate, deoarece elementele ambilor factori erau accesate în aceeași ordine, ceea ce era mai convenabil pentru memoriile cu acces secvențial⁠(d) din computerele acelor vremuri — în principal pe benzi magnetice⁠(d) sau tamburi magnetici. Utilizarea produsului cracovian în astronomie a dispărut pe măsură ce calculatoarele cu memorie cu acces aleatoriu mai mare au intrat în uzul general. Actual, orice referire modernă la produsul cracovian este în legătură cu înmulțirea neasociativă.

## În programare
În R operația de produs cracovian se obține cu funcția crossprod(). De exemplu, produsul cracovian al matricilor A și B se obține cu instrucțiunea crossprod(B, A).